# Lug (ort i Kroatien)
Lug är en ort i Kroatien.   Den ligger i länet Baranja, i den östra delen av landet, 220 km öster om huvudstaden Zagreb. Lug ligger 88 meter över havet och antalet invånare är 856.
Terrängen runt Lug är mycket platt. Runt Lug är det glesbefolkat, med 16 invånare per kvadratkilometer. Närmaste större samhälle är Osijek, 13,9 km sydväst om Lug. Trakten runt Lug består till största delen av jordbruksmark.